# John Mica
John L. Mica (Binghamton, 27 gennaio 1943) è un politico statunitense, membro della Camera dei Rappresentanti per lo stato della Florida dal 1993 al 2017.

## Biografia
Laureato all'Università della Florida, Mica entrò alla Camera dei Rappresentanti della Florida nel 1976. In seguito fu capo dello staff della senatrice Paula Hawkins e nel 1992 venne eletto alla Camera dei Rappresentanti nazionale. Mica rimase in carica per ventiquattro anni, fin quando nel 2016 fu sconfitto dall'avversaria democratica Stephanie Murphy.
Mica, di famiglia italoamericana, è sposato e ha due figli. Suo fratello Dan è stato deputato alla Camera per dieci anni, ma al contrario di John, Dan è un democratico.